# Les Fêtes galantes (film)
Pour les articles homonymes, voir Les Fêtes galantes.
Pour plus de détails, voir Fiche technique et Distribution.
Les Fêtes galantes est un film français réalisé par René Clair et sorti en 1966.

## Synopsis
Au XVIIIe siècle, le maréchal d'Alemberg et sa nièce Hélène subissent le siège du Prince de Beaulieu. Les assiégeants attendant sa reddition en menant une vie joyeuse faite de spectacles et de fêtes.

## Fiche technique
- Titre : Les Fêtes galantes
- Réalisation : René Clair, assisté de Serge Vallin
- Scénario : René Clair, Pierre-Aristide Bréal (adaptation et dialogues)
- Décors et costumes : Nelly Merola, Georges Wakhévitch
- Chef-opérateur : Christian Matras
- Musique : Georges Van Parys
- Montage : Louisette Hautecoeur
- Production : Gaumont
- Genre : Comédie
- Durée : 90 min
- Date de sortie : 
  - France - 14 avril 1966

## Distribution
- Jean-Pierre Cassel : Jolicœur
- Philippe Avron : Thomas
- Marie Dubois : Divine
- Geneviève Casile : la princesse Hélène
- Jean Richard : le prince de Beaulieu
- György Kovacs : le maréchal d'Allenberg
- Christian Baratier : Frédéric
- Alfred Adam : le sergent Bel-Œil
- Fory Etterle
- Jean Payen
- Grigore Vasiliu Birlic